# فردی بورژوا
فردی بورژوا (انگلیسی: Freddy Bourgeois؛ زادهٔ ۲۳ فوریهٔ ۱۹۷۷) بازیکن فوتبال اهل فرانسه است.
از باشگاه‌هایی که در آن بازی کرده‌است می‌توان به باشگاه فوتبال والنسین، باشگاه فوتبال دیژون، باشگاه فوتبال کن، باشگاه فوتبال نیم المپیک، و باشگاه فوتبال سدان اشاره کرد.